# Tinker
Tinkerhästen är en hästras från Irland som härstammar från de hästar som användes av irländska resande och paveefolket/resandefolket och främst känd för sitt utseende, en kraftig ridhäst med en fläckig skäckfärg, och även sitt lugna temperament. De har funnits länge på Irland och i Storbritannien där de användes för att dra vagnarna åt de resande irländska/brittiska resande, så kallade travellers. I andra länder är tinkern även känd som Irish Cob, Coloured Cob, Gypsy Horse eller Romany Horse. Det var bönderna i England som köpte dessa hästar av de resande, hästarna var då enfärgade. Om det föddes skäckar så behöll bönderna väldigt sällan dessa utan de såldes eller gavs tillbaka till de resande. Det är stor avel av dessa hästar i England och Irland. Dock var många av de irländska resande analfabeter under tinkerhästens uppkomst, därför fanns inga riktiga stamböcker förrän långt in på 1900-talet[källa behövs]. 
I Sverige utfärdas pass för tinker av Svenska tinkerhästsällskapet som är en av Svenska Jordbruksverket och EU godkänd avelsorganisation. Många går även att dubbelregistrera som Irish Cob, och Svenska Hästavelsförbundet (SH) är passutfärdande avelsorganisation för Irish Cob i Sverige.

## Historia
Tinkerhästarna har i generationer avlats och ägts främst av "det resande folket" (romer och travellers) på Irland och i Storbritannien. Användbarheten, deras goda temperament och vackra färg gjorde rasen idealisk för detta nomadiska folkslag. De första dokumentationerna om färgade hästar som drog vagnar är daterade till 1600-talet. Många olika hästraser har bidragit till utvecklingen av tinkerhästarna, bland annat tunga kallblodshästar som Shirehästar, Clydesdalehästar och den lite lättare Frieserhästen, men även mindre ponnyer som Fellponny och Dalesponny har sannolikt ingått i tinkerhästens utveckling. Man släppte helt enkelt in sina ston till hingstar längs vägen, och därför finns många raser långt bak i tinkerns stamtavla. Det har också bidragit till att tinkrarna kan ha ett utseende som varierar från ponnyaktigt till ett som liknar tyngre arbetshästar.
Förr i tiden livnärde sig dessa travellers främst på byteshandel med hästar, olika sorters hantverk samt att utföra sysslor av olika slag. Detta resandefolk med sina vackert handmålade vagnar som kallas Vardos eller "Bowtop Waggons" och sina färggranna hästar var en vanlig syn över hela Storbritannien för femtio till hundra år sedan. Ofta var det frun i familjen som körde vagnarna och hästen som drog vagnen var ofta ett sto, som kallades för Dolly Mare. Mannen i familjen körde oftast före i en mindre, öppen flakvagn som ofta dorgs av lättare hästar som var korsningar mellan tinkerhästar och varmblodshästar. Efter andra världskriget blev det mer och mer sällsynt att se hästdragna vagnar eftersom även travellers då övergick till bilar, husvagnar och mindre lastbilar.
En annan influens på tinkerhästen kommer ifrån skäckfärgade shirehästar som förut användes som pukhästar i engelska drottningens garde. Ända fram till mitten av 1800-talet var det tillåtet med skäckfärgade shirehästar och dessa skrevs även in i stamböckerna. Men när reglerna ändrades blev skäckfärgade Shirehästar inte längre tillåtna i aveln. De brittiska uppfödarna sålde därför alla sina skäckfärgade Shirehästar, och många av dem gavs som utbyte till travellers. På så sätt fick tinkerhästen influens av större kallblodshästar. Idag har man påbörjat en återuppfödning av de förra pukhästarna genom att korsa tinkerhästar med just shirehästar och även Clydesdale. Dessa kallas Drumhorse eller även Gypsy drumhorse efter tinkerhästarna.  
Bönderna på Irland och i England köpte ofta enfärgade tinkerhästar av ”de resande” för att använda i jordbruket och de som inte passade till dragarbete använde man eller sålde som jakthästar. Det är därför högst troligt att tinkerhästen bidragit i avelsarbetet med att få fram dagens brittiska och irländska hunterhästar. Om det föddes skäckfärgade hästar hos dessa bönder så behöll man dem nästan aldrig utan de såldes eller till och med gavs tillbaka till ”de resande”. Fläckiga hästar ratades även av den brittiska armén och därmed klarade sig dessa hästar från att bli konfiskerade av brittiska kronan vid händelse av krig.
I har man ett mycket välgenomtänkt avelsmål och avlar fram hästar av hög kvalitet både på Irland och i England, men tyvärr så är detta folkslag i många fall analfabeter och egna register och stamböcker existerar inte men är sakta men säkert på gång.
Idag är tinkerhästarna populära över hela världen och avlas överallt. De första tinkerhästarna som importerades till Sverige kom hit under 1970-talet. 2013 fanns det cirka 1 200 registrerade tinkerhästar i Sverige. Många är importerade, men sedan några år är majoriteten av de nyregistrerade tinkrarna svenskfödda och det finns flera avelsvärderade hingstar i landet. Dock var det inte förrän år 2003 som tinkerhästen blev godkänd som egen ras av Svenska Hästavelsförbundet, och den första hingsten avelsvärderades år 2005.

## Egenskaper
Tinkerhästen är på många vis en god allroundhäst och köps ofta som familjehäst. Tinkerhästarna är kända för sitt lugn och sin arbetsvilja och är väldigt lättlärda hästar, även om tinkerhästarna växer och utvecklas ganska sent. Tinkerhästar är även väldigt vänligt sinnade till människor och andra djur. Men tinkerhästarna kan vara starka och ibland envisa. Tinkerhästar fungerar utmärkt som vagnshäst och ridhäst och även om de inte har de bästa förutsättningarna kan de även användas till banhoppning och dressyr i de lättare klasserna.  
På de brittiska öarna korsar man ofta tinkerhästar med fullblod för att få fram snabba, modiga och tåliga tävlingshästar för hoppning och jakter. 
I traven har även en del tinkerhästar en något överdriven aktion med frambenen, då även skuldrorna rörs ovanligt mycket. Detta är tillåtet, och höga knärörelser är till och med önskvärda. En del hästar tenderar även att "slänga" med frambenen, vilket också är tillåtet så länge det sker i lika grad med bägge frambenen.

## Utseende och karaktär
Det mest rastypiska tecknet hos tinkerhästen är skäckfärgen, det vill säga att de är fläckiga, men trots det är alla färger och tecken tillåtna. Då är det vanligt med vita tecken på ben eller huvud. Men eftersom de resande på Irland föredrog de färgade skäckarna så är dessa vanligast även idag. Tinkrar med en så kallad gulgen (gulbrun, isabell etc) och tigerfärger är relativt ovanliga och inbringar ofta ett högre pris, särskilt utomlands. Dock härstammar ofta dessa gener från "lättare" raser, och många hästar med dessa färger får en något ädlare exteriör än vad som anses önskvärt.
Andra tecken är det rikliga hovskägget, som dock kan variera i mängd från mycket rikligt på de tyngre varianterna till mindre mängd på de som är lättare i typen. Man och svans har också lätt för att bli långa och tjocka och ibland väldigt vågiga. Temperamentet ska vara lugnt och harmoniskt, men ändå vaket och nyfiket. Tinkrar är ofta lättlärda, men även lite egensinniga och envisa.
Exteriören varierar mycket hos de olika typerna men i regel ska en tinkerhäst ge intrycket av en tyngre, lite kraftigare häst med en kort och kompakt kropp. Ryggen är kort och bred och halsen är kraftig och muskulös. Huvudet är proportionerligt och kan ha en rak eller något utåtbuktande nosprofil och har ofta en bred panna. Det ska gärna ge intryck av att vara lite "fyrkantigt" och inte för ädelt. Hovarna ska vara tåliga och breda.

### Färgen

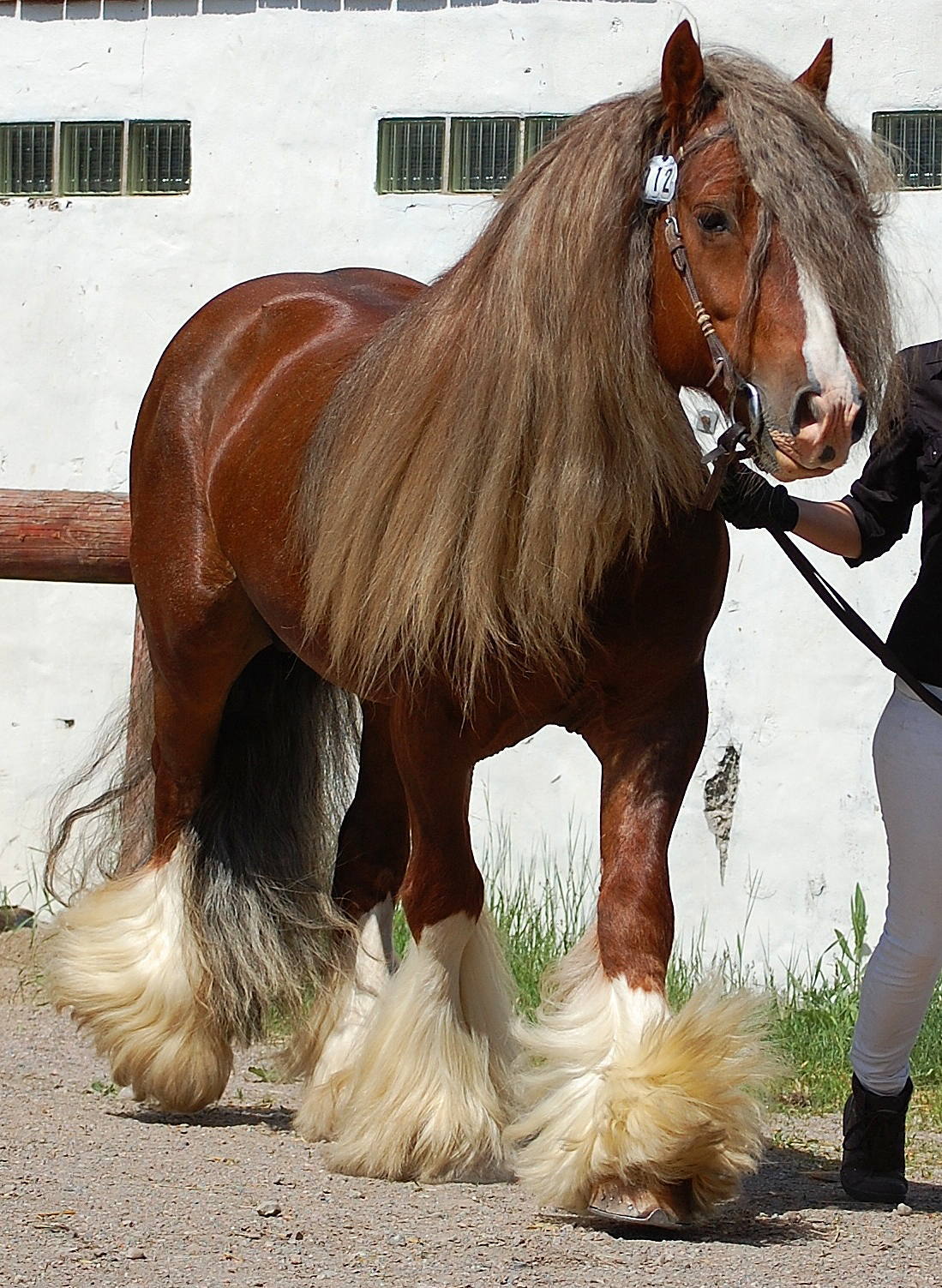
Tinkerhästar som har en annan färg, som denna fuxfärgade Tinkerhästen, är ovanligt men tillåtet

Även om alla färger är tillåtna så är skäckfärgen vanligast. 

## De olika typerna
Tinkerhästen finns i flera olika varianter och delas in i fyra olika sektioner beroende på typ. Vanner är den tunga men ändå graciösa draghästtypen med en mankhöjd på 156–170 cm, grai är av lättare allroundtyp med en mankhöjd på vanligen 135–156 cm, samt cob med mankhöjd på 135–156 cm som är en mindre variant av vanner och en kraftigare, mer satt variant av grai.
Scudder är en mindre vanlig typ, oftast korsad med andra raser, för det mesta varmblodshästar, och godkänns därför inte i Sverige då det är svårt att påvisa rasrenheten då stam saknas. Den är dock vanligare i Storbritannien där den används mycket som drag- och körhäst. Den är mycket lättare än de andra typerna och runt 135–155 cm i mankhöjd. Scuddern har inte lika mycket hovskägg som de andra typerna. 
Gemensamt för alla fyra varianterna är att det är en tung till medeltung häst av kallblodskaraktär. Det finns även så kallade "Gypsy Drumhorses" som då oftast är tinkerhästar korsade med andra större kallblodshästar som till exempel Shirehästar eller Clydesdalehästar.

## Namnet Tinker
Att kalla hästarna för tinkerhästar är något som mest förekommer i Skandinavien, på fastlandet i Europa och i USA. På Irland och i England kallar man hästarna oftast för Coloured Cob, eller ibland Gypsy Horse, Gypsy Vanner, Gypsy Cob eller liknande. Detta på grund av att tinker förr var ett skällsord för de resande folkslagen på Irland och Storbritannien. Tinkers kallades även de romer som förtennade kopparkittlar, då det engelska namnet för tenn är "Tin", men detta folkslag körde inte runt med häst och vagn.
Namnet Tinker som vi använder på dagens hästar kommer från Tyskland som var först med att använda Tinker som en benämning på rasen. 
- Wikimedia Commons har media som rör Tinker.